# Guy Doleman
Guy Doleman, né le 22 novembre 1923 à Hamilton (Waikato, Nouvelle-Zélande) et mort le 30 janvier 1996 à Los Angeles (Californie), est un acteur néo-zélandais.

## Biographie
À la fin des années 1940, Guy Doleman entame sa carrière en Australie (où il retournera ultérieurement) et contribue au cinéma à vingt-neuf films — australiens, britanniques, américains ou en coproduction — sortis entre 1948 et 1988.
Mentionnons The Kangaroo Kid de Lesley Selander (coproduction australo-britannique, 1950, avec Jock Mahoney et Veda Ann Borg), Le Roi des îles de Byron Haskin (film américain, 1954, avec Burt Lancaster et Joan Rice), Le Dernier Rivage de Stanley Kramer (film américain, 1959, avec Gregory Peck et Ava Gardner), Opération Tonnerre de Terence Young (film britannique, 1965, avec Sean Connery personnifiant James Bond et Claudine Auger) et Mes funérailles à Berlin de Guy Hamilton (film britannique, 1966, avec Michael Caine et Paul Hubschmid).
À la télévision, Guy Doleman apparaît dans vingt-et-une séries, la première en 1957. Citons Le Courrier du désert (trois épisodes, 1961), Le Prisonnier (un épisode, 1967, où il est le Numéro deux), Matt Houston (deux épisodes, 1984), ou encore Arabesque (sa dernière série, un épisode, 1992).
S'ajoutent quatre téléfilms disséminés entre 1960 et 1991.
Il meurt en 1996 à 72 ans, des suites d'un cancer du poumon.

## Filmographie partielle

### Cinéma
- 1949 : Strong Is the Seed d'Arthur Greville Collins : William Farrer
- 1950 : The Kangaroo Kid de Lesley Selander : Sergent Jim Penrose
- 1952 : La Loi du fouet (Kangaroo) de Lewis Milestone : un avocat
- 1953 : The Phantom Stockman de Lee Robinson : M. Stapleton
- 1954 : Le Roi des îles (His Majesty O'Keefe) de Byron Haskin : Herr Weber
- 1954 : Le crime était presque parfait (Dial M for Murder) d'Alfred Hitchcock : un détective
- 1956 : Perdu dans la brousse (Smiley) d'Anthony Kimmins : Bill McVitty
- 1957 : The Shiralee de Leslie Norman : Son O'Neill
- 1959 : Le Dernier Rivage (On the Beach) de Stanley Kramer : Lieutenant commander Farrell
- 1964 : Dans les mailles du filet (The System) de Michael Winner : Philip
- 1965 : Le Jeune Cassidy (Young Cassidy) de Jack Cardiff et John Ford : un officier
- 1965 : Ipcress, danger immédiat (The Ipcress File) de Sidney J. Furie : Colonel Ross
- 1965 : Opération Tonnerre (Thunderball) de Terence Young : Comte Lippe
- 1966 : Mes funérailles à Berlin (Funeral in Berlin) de Guy Hamilton : Colonel Ross
- 1966 : Le Dard mortel (The Deadly Bees) de Freddie Francis : Ralph Hargrove
- 1966 : Jeunes gens en colère (The Idol) de Daniel Petrie : Martin Livesey
- 1967 : Un cerveau d'un milliard de dollars (Billion Dollar Brain) de Ken Russell : Colonel Ross
- 1968 : Du sable et des diamants (A Twist of Sand) de Don Chaffey : le commandant du bateau-patrouilleur
- 1978 : La Grande Bataille (Il grande attaco) d'Umberto Lenzi : Général Whitmore
- 1983 : Goodbye Paradise de Carl Schultz : Quiney

### Télévision
(séries, sauf mention contraire)
- 1961 : Le Courrier du désert (Whiplash)
  - Saison unique, épisode 24 The Wreckers (Norris) de John Meredyth Lucas, épisode 28 Dark Runs the Sea (Raike Dartner) de John Meredyth Lucas et épisode 33 Act of Courage (un malade)
- 1961 : Ombres sur le soleil (Follow the Sun)
  - Saison unique, épisode 7 Another Part of the Jungle de Francis D. Lyon : Alex Cooper
- 1963 : Chapeau melon et bottes de cuir (première série, The Avengers)
  - Saison 2, épisode 25 Six mains sur la table (Six Hands Across a Table) : Oliver Waldner
- 1967 : Le Prisonnier (The Prisoner)
  - Saison unique, épisode 1 L'Arrivée (Arrival) de Don Chaffey : Numéro deux
- 1977 : L'Homme qui valait trois milliards (The Six Million Dollar Man)
  - Saison 4, épisode 22 U-509 : Henry Bulman
- 1977 : Enigma de Michael O'Herlihy (téléfilm) : Maurice Mockcastle
- 1984 : Matt Houston
  - Saison 2, épisode 16 L'Homme de glace (Criss-Cross) de Don Chaffey : Rudy Bezmer
  - Saison 3, épisode 3 Témoin oculaire (Eyewitness) : Richard
- 1986 : Dynastie 2 : Les Colby (Dynasty II: The Colbys)
  - Saison 1, épisode 14 Imposteur ou Milliardaire (The Trial) de Robert Scheerer : Peter Hackford
- 1986-1987 : Hôpital central (General Hospital), feuilleton, épisodes non spécifiés : Angus McKay
- 1991 : Tagget de Richard T. Heffron (téléfilm) : Commandant Arthur Green
- 1992 : Arabesque (Murder, She Wrote)
  - Saison 8, épisode 15 Une poignée de livres (Tinker, Tailor, Liar, Thief) : Corsair